# Dvärgfotblomfluga
Dvärgfotblomfluga (Platycheirus sticticus) är en tvåvingeart som först beskrevs av Johann Wilhelm Meigen 1822.  Dvärgfotblomfluga ingår i släktet fotblomflugor, och familjen blomflugor.
Artens utbredningsområde är Tyskland. Enligt den finländska rödlistan är arten nära hotad i Finland. Arten är reproducerande i Sverige. Artens livsmiljö är lundskogar. Inga underarter finns listade i Catalogue of Life.